# 山田マリエ
山田 マリエ（やまだ まりえ、本名山田 眞里江、1987年（昭和62年）6月2日 - ）は日本の漫画家、バレエ講師。父は漫画家の魔夜峰央。父の漫画製作のアシスタントも務めている。神奈川県横浜市在住（2017年（平成29年）時点)。

## 来歴
1987年（昭和62年）、神奈川県横浜市に生まれる。都内の高校で音楽科バレエコースを卒業後、父のマネージャー兼広報兼アシスタントをしながら母のバレエスタジオの助教をつとめるようになる。
2017年（平成29）2月に刊行された魔夜峰央の単行本に山田マリエが描き下した漫画が掲載されたことで、漫画家としてデビューする。同年8月より、自身の腐女子趣向や父を題材にしたエッセイ漫画『魔夜の娘はお腐り申しあげて』をコココミ（エブリスタ）で連載し、2018年（平成30年）11月には単行本として刊行される。単行本には寄せられた萩尾望都、古屋兎丸、日本橋ヨヲコ、大月悠祐子、魔夜峰央のお祝いお祝いメッセージが収録された他、帯には魔夜峰央の「買って。」というメッセージとパタリロのイラストが添えられた。
2020年（令和2年）1月よりコミックエッセイではないBL漫画『はがゆれど!』のWeb連載をeBigComic4（小学館）で始める。
名前はフランス語で「結婚」「ウェディングドレス」を意味する「mariée」にちなんで名づけられたと説明を受けていたが、後に漫画『トーマの心臓』（萩尾望都）の登場人物エーリクの母親の名前であり、寝ぼけたエーリクが母を呼ぶ台詞を母親が大好きだったことから採られたとを自著『魔夜の娘はお腐り咲いて』「第5話 ザワッとする予感」で描いている。

## 作品リスト

### 漫画作品
- 魔夜の娘はお腐り申しあげて （コココミ、2017年8月 - 2018年8月） 全1巻、ISBN 978-4778034085
- 魔夜の娘はお腐り咲いて （eBigComic4、2019年2月 - 2019年10月） 全1巻、ISBN 978-4778034108
- はがゆれど! （eBigComic4、2020年1月[6] - 連載中）

### 出演作品
父・魔夜峰央の漫画作品が舞台や実写映画となった際に、父、母、弟と共に出演している。
- 『抱腹絶倒・爆笑活劇 パタリロ西遊記!』（2007年公演、舞台、紅孩児役）[8]
- 『翔んで埼玉』（2019年公開）
- 『パタリロ!』（2019年公開）

### その他
- 『魔夜峰央のトランプ王国 ～パタリロ＆オールスターズ～』 全1巻、ISBN 978-4778033248
監修、特典描き下ろし漫画[9]
- 『パタリロ!』
魔夜峰央の漫画作品。コミックス80巻過ぎたあたりから表紙の彩色は山田マリエが行っている[10]。
- 『翔ばして! 埼玉 魔夜峰央パーフェクトお仕事ブック』 全1巻、ISBN 978-4800292315
実写映画『翔んで埼玉』公開に併せた魔夜峰央のファンブック。映画の撮影レポを山田マリエが行っている[11]。